# Fintry Castle
Fintry Castle, auch Claverhouse Castle oder Mains Castle, ist eine Burg in der schottischen Stadt Dundee. Die Burg aus dem 16. Jahrhundert besteht aus verschiedenen Gebäuden, die um einen Burghof herum angeordnet sind, auch wenn viele originale Bauten der westlichen Gebäudeflucht nicht mehr existieren. In der nördlichen und der östlichen Gebäudeflucht lebte die Familie des Besitzers, die Dienerschaft war in der südlichen Gebäudeflucht untergebracht. Zur Burg gehört auch ein großes, sechsstöckiges Tower House mit verkleideten Ecksteinen; dies ist typisch für einen Bau aus dem 16. Jahrhundert.
Die Burg liegt im Caird Park nördlich der Innenstadt über dem Dichty-Tal an einem kleinen Bach namens Gelly Burn. Auf der anderen Seite des Baches liegt das Mausoleum der Familie Graham und der Friedhof von Main, wo sich früher die Kirche des Distrikts befand.
Die Burg und ihr Grundstück kommen im Gedicht The Castle of Mains des Dichters William McGonagall aus Dundee vor.

## Geschichte
Den Bau der Burg soll Sir David Graham, der Neffe des Kardinals Beaton, 1562 beauftragt haben. Ein Schlussstein am westlichen Durchgang trägt diese Jahreszahl und die Initialen „DG“ und „DMO“ für David Graham und Dame Margaret, geb. Ogilvy. Ein Querbalken über einer der östlichen Türen zum Burghof trägt die Jahreszahl 1582, die möglicherweise das Jahr der Fertigstellung anzeigt. Die Burg war der Sitz der Grahams of Fintry und blieb es bis ins 19. Jahrhundert, als Robert Graham of Fintry die Ländereien an David Erskine unter der Bedingung verkaufte, dass seine Familie den Territorialnamen Graham of Fintry behalten durfte und das Anwesen einen der älteren Namen „Lumlathen“ oder „Linlathen“ bekäme. Später wurde dann das Anwesen von Shipley Gordon Stuart Erskine an James Key Caird verkauft, der Burg und Ländereien 1913 der Stadt Dundee zur Anlage eines öffentlichen Parks vermachte. 1923 wurde der Park von Cairds Halbschwester, Mrs Marryat, eröffnet. In den 1980er-Jahren wurde die Burg im Rahmen eines Regierungsprogramms für Arbeitslose renoviert, da viele der Gebäude bis dahin ihre Dächer eingebüßt hatten.
Eine frühere Burg war vom 14. Jahrhundert bis 1530 in Besitz der Earls of Angus aus der Familie Douglas, dann fiel sie an die Grahams. Seit Dezember 2015 gehört Fintry Castle Mr Dean Duncan aus Kirkton. Seit der Übernahme wurde der Vorgarten in großem Umfang renoviert; die gesamte, abgestorbene Vegetation wurde entfernt und ein neuer Gartenzaun in Sichtweite des Parks wurde errichtet. Im Haus wurde die Fintry Suite im Obergeschoss durch Anbringen einer gestrichenen Raufasertapete, eines Teppichbodens und einer neuen, modernen Beleuchtung vollständig renoviert. Die alten Kaminschirme wurde sichergestellt. Die Tischtücher wurden ebenfalls erneuert, die alten liegen bereit, wenn sie für öffentliche Veranstaltungen benötigt werden. Ebenfalls erneuert wurde die Küche, da deren alte Einrichtung modernen Gesundheits- und Sicherheitsregeln nicht mehr entsprach. Das alte Essgeschirr wurde erneuert und die Herde durch solche mit Umluft ersetzt. Die Brandschutzvorkehrungen wurden auf den modernsten Stand gebracht, was dazu führt, dass laut Feuerschutzbestimmungen sich eine größere Anzahl von Gästen in der Burg aufhalten darf. Auch die Toiletten wurden modernen Erfordernissen angepasst und die Graham Suit Bar und das obere Treppenhaus erneuert. All diese Innenrenovierungen wurden im Laufe des Jahres 2016 durchgeführt. 2017 erhielt Fintry Castle dafür den schottischen Venue-of-the-Year-Preis.
Historic Scotland hat die Burg als historisches Bauwerk der Kategorie A gelistet.